# Friedrich Brandeis (Missionar)
Friedrich Wilhelm Brandeis (* 6. April 1835 in Baiertal; † 9. August 1920) war deutscher Judenmissionar sowie Mitbegründer und erster Vorstand der Sektion Zürich des Blauen Kreuzes.

## Leben
Brandeis kam als Sohn jüdischer Eltern aus der jüdischen Gemeinde Baiertal zur Welt. Er erhielt amtlich den Namen Lazarus,  als Rufname dessen jüdisch-hebräische Form Eleasar. Zunächst absolvierte er eine Lehre bei einem jüdischen Schneider, anschließend noch eine Schuhmacherlehre und ging dann auf Wanderschaft, die ihn durch Hessen, ins Rheinland und ins Bergische Land führte. In Hattingen konvertierte er 1854 zum Christentum und wurde auf den Namen Friedrich Wilhelm getauft. Er trat der Basler Mission bei, wurde zum Missionar ausgebildet und von 1860 bis 1868 nach Abessinien entsandt, wo er in der Judenmission erfolgreich war. Anschließend war er in Konstantinopel in selber Mission tätig. Von 1875 an war er in Zürich. 1896 zählte er dort zu den Gründern der Zürcher Sektion des Blauen Kreuzes, der er noch 20 Jahre lang vorstand.